# Фонтен ан Солоњ
Фонтен ан Солоњ (фр. Fontaines-en-Sologne) насеље је и општина у централној Француској у региону Центар (регион), у департману Лоар и Шер која припада префектури Блоа.
По подацима из 2011. године у општини је живело 646 становника, а густина насељености је износила 13,97 становника/km². Општина се простире на површини од 46,25 km². Налази се на средњој надморској висини од 117 метара (максималној 119 m, а минималној 80 m).

## Демографија
| 1962. | 1968. | 1975. | 1982. | 1990. | 1999. | 2011. |
| ----- | ----- | ----- | ----- | ----- | ----- | ----- |
| 765   | 781   | 706   | 568   | 520   | 519   | 646   |

График промене броја становника у току последњих година